# Brage Skaret
Brage Skaret (* 28. April 2002 in Skedsmokorset) ist ein norwegischer Fußballspieler, der als Innenverteidiger für Fredrikstad FK in der Eliteserien spielt.

## Karriere

### Vereinslaufbahn
Brage Skaret begann seine fußballerische Ausbildung beim Heimatverein Skedsmo FK, wo er von 2008 bis 2017 spielte. Anschließend wechselte er im Jahr 2018 zur Jugendakademie von Vålerenga, für die er später auch in der 2. und 3. Mannschaft zum Einsatz kam.
Dort arbeitete er sich bis zur ersten Mannschaft hoch und feierte im Dezember 2020, am letzten Spieltag der Saison 2020, sein Eliteserien-Debüt gegen IK Start. Sein Startelfdebüt feierte er im Mai 2021 beim 3:2-Auswärtssieg gegen Molde FK. Während seiner Zeit bei Vålerenga kam er insgesamt zu 10 Ligaeinsätzen und über 50 Partien für das Reserveteam in der PostNord-Liga.
Im August 2022 folgte der Wechsel zu Fredrikstad FK, wo er einen Vertrag bis Ende 2025 unterschrieb. Sein Pflichtspieldebüt für Fredrikstad gab er kurz nach dem Transfer in der OBOS-Liga, am 19. August 2022 stand er gegen KFUM Oslo bereits in der Startelf. In seiner ersten Saison in Fredrikstad absolvierte er 8 von 10 möglichen Ligaspielen, alle über die volle Distanz. In der folgenden Saison 2023, absolvierte Skaret in der zweithöchsten norwegischen Spielklasse 17 Partien, hinzu kamen vier Partien für die Zweitvertretung von Fredrikstad in der 4. Liga. Im Pokal absolvierte er drei Begegnungen, darunter der 3:0-Auswärtssieg in der ersten Runde gegen Sprint-Jeløy, in dem er den Treffer zum 1:0 erzielte, was zugleich sein erstes Profitor war.
In der Spielzeit 2024, in der Fredrikstad als Aufsteiger in die Eliteserie agierte, kam Skaret in 22 Ligaspielen zum Einsatz. Hinzu kamen noch sechs Einsätze im Pokal, darunter auch ein Treffer beim Erstrundensieg gegen Drøbak-Frogn IL. Skaret verpasste im Pokal nur das Finale, in welchem sich Fredrikstad gegen Molde FK zum Pokalsieger krönte. In die Saison 2025 startete Skaret nur noch als Ergänzungsspieler; in der Liga kam er nur in 5 von 10 möglichen Spielen zum Einsatz, insgesamt 191 Minuten. Im Pokal kam er hingegen in den ersten drei Runde in der Startelf über die volle Spielzeit zum Einsatz, erzielte auch einen Treffer, wurde aber bei der bitteren Niederlage im Elfmeterschießen gegen Lillestrøm SK erst in der Verlängerung eingewechselt.

### Nationalmannschaft
Skaret durchlief diverse norwegische Jugendnationalteams – von der U15 bis zur U21. 2019 vertrat er Norwegen bei der U17-Europameisterschaft und seit 2023 war er regelmäßig in U20- und U21-Länderspielen aktiv, unter anderem in EM-Qualifikationen.